# Подвязочные змеи
Подвязочные змеи, или садовые ужи (лат. Thamnophis) — род змей семейства ужеобразных, широко распространённый на большей части территории Северной Америки от Канады до Мексики, и Центральной Америки.
Встречаются как на равнинах, так и на высоте до 2800 м над уровнем моря, и хотя предпочтение отдают влажным биотопам, обитают также в прериях, хвойных и горных лесах. В спектр питания змей входят как традиционные лягушки и их головастики, так и тритоны, саламандры, рыбы, ящерицы, мыши, землеройки, мелкие птицы и даже улитки, дождевые черви, пауки и различные насекомые. Всё это говорит о высокой экологической валентности.
Ведут дневной образ жизни. В основном мелкие по размерам — 50—80 см, исключение составляют T. couchi gigas, достигающие в длину 150 см. Голова у представителей этого рода слабо отделена от тела, спинная чешуя килевата; в окраске, в зависимости от вида и подвида, присутствует до восьми длинных продольных полос, между которыми могут находиться мелкие пятна. Характерной особенностью рода является цельный анальный щиток, благодаря которому он отличается от рода Nerodia. Определение подвязочных змей до подвидов очень сложно из-за высокой вариабельности в окраске.

## Виды
Включает 37 видов:
- Thamnophis atratus Kennicott, 1860
- Thamnophis bogerti Rossman & Bubrink, 2005
- Thamnophis brachystoma (Cope, 1892) — короткоротая садовая змея, или короткоротый садовый уж
- Thamnophis butleri (Cope, 1889) — подвязочная змея Батлера
- Thamnophis chrysocephalus (Cope, 1885) — золотистоголовый садовый уж
- Thamnophis conanti Rossman & Bubrink, 2005
- Thamnophis copei (Dugès in Cope, 1879)
- Thamnophis couchii (Kennicott in Baird, 1859) — западная подвязочная змея
- Thamnophis cyrtopsis (Kennicott, 1860) — пятнистая подвязочная змея
- Thamnophis elegans (Baird & Girard, 1853) — стройная подвязочная змея
- Thamnophis eques (Reuss, 1834) — мексиканский садовый уж
- Thamnophis errans Smith, 1942
- Thamnophis exsul Rossman, 1969
- Thamnophis foxi Rossman & Blaney, 1968
- Thamnophis fulvus (Bocourt, 1893)
- Thamnophis gigas Fitch, 1940
- Thamnophis godmani (Günther, 1894)
- Thamnophis hammondii (Kennicott, 1860)
- Thamnophis lineri Rossman & Bubrink, 2005
- Thamnophis marcianus (Baird & Girard, 1853) — шахматный садовый уж
- Thamnophis melanogaster (Peters, 1864) — чернобрюхий садовый уж
- Thamnophis mendax Walker, 1955
- Thamnophis nigronuchalis Thompson, 1957
- Thamnophis ordinoides (Baird & Girard, 1852) — северозападная подвязочная змея
- Thamnophis postremus Smith, 1942
- Thamnophis proximus (Say, 1823) — западная подвязочная змея
- Thamnophis pulchrilatus (Cope, 1885)
- Thamnophis radix (Baird & Girard, 1853) — юго-западная подвязочная змея
- Thamnophis rossmani Connant, 2000
- Thamnophis rufipunctatus (Cope, 1875) — краснопятнистый садовый уж
- Thamnophis saurita (Linnaeus, 1766) — восточная подвязочная змеяtypus
- Thamnophis scalaris Cope, 1861
- Thamnophis scaliger (Jan, 1863)
- Thamnophis sirtalis (Linnaeus, 1758) — обыкновенная подвязочная змея
- Thamnophis sumichrasti (Cope, 1866)
- Thamnophis unilabialis Tanner, 1985
- Thamnophis valida (Kennicott, 1860)